# Otto Haslund
Otto Carl Bentzon Haslund (født 4. november 1842 i København, død 30. august 1917 i Koldby, Thy) var en dansk maler. Han var bror til lægen Alexander Haslund og far til billedhuggeren Misse Haslund og kunsthandleren Ole Haslund samt Kaj Haslund, Jørgen Haslund og Tulle Haslund. Haslund hørte til de malere, som upåvirket af impressionismen og andre strømninger fortsatte guldalderens malemåde.

## Uddannelse
Otto Haslund var søn af malermester Ole Henrik Haslund og Vilhelmine Beate Bentzon, gik i F.F. Helsteds tegneskole, kom på Kunstakademiet 1858, blev 1862 elev af Modelskolen, vandt 1864 den lille sølvmedalje, og fik 1866 afgangsbevis som maler, men søgte samtidig videre uddannelse hos Wilhelm Marstrand, Jørgen Roed, Niels Simonsen og P.C. Skovgaards private malerskoler. Han arbejdede også en tid i Vilhelm Kyhns atelier. Som Akademiets stipendiat foretog han 1873-74 en større studierejse til Italien.

## Udstillinger
Otto Haslund, der udstillede første gang 1865 og siden 1867 stadig har været repræsenteret på forårsudstillingerne, var oprindelig dyre – og landskabsmaler, men dyrkede efter sit ophold i Italien (især i Rom) også med meget held genren og portrættet. Han fik den Neuhausenske Præmie i 1871 for Hjemvenden fra et Marked; men han slog derpå med held ind på figurmaleriet. 

## Vurdering
Foruden at udmærke sig ved en smagfuld tegning og en harmonisk kolorit er Otto Haslunds arbejder præget af en stor elskværdighed, der særlig lægger sig for dagen i hans motiver med børn. Det første i denne retning, Romerske abbater ryger i smug (1875), vakte berettiget opsigt og er efterfulgt af mange andre; et af dem, kaldet Koncert, en lunefuld Skildring af barnelivet, tilkendtes udstillingsmedaljen i 1887 og findes nu i Statens Museum for Kunst, der desuden ejer flere billeder af Haslund. 
I 1881 fik han atter den Neuhausenske Præmie for Køer drives gennem en granskov, og i 1891 "Hædrende omtale" ved jubilæumsudstillingen i Berlin. Haslund var medlem af udstillingskomiteen for Charlottenborg fra 1888, blev 1892 medlem af Akademiraadet, og i 1894 fik han titel af professor. Han blev Ridder af Dannebrog 1892, Dannebrogsmand 1902 og Kommandør af 2. grad 1906.
Blandt hans portrætter kan fremhæves brygger Carl Jacobsens, professor, dr. Valdemar Steenbergs, professor Vilhelm Bissens og en hel række børneportrætter.
|  |  | Haslund, som begyndte at udstille 1865 med en vellykket radering, En Violinspiller, har senere raderet forskellige blade, også landskaber og bl.a. tegnet på stokken det af H.P. Hansen udførte træsnit Køer ved en Bondegaard (1875); han har tillige givet sig af med keramiske fremstillinger. Haslund blev gift 6. september 1876 i København med Frederikke Aagaard (født 31. januar 1857 på Binnitze, død 3. september 1923 i Hornbæk), datter af prokurator, forpagter og politiker Georg Aagaard og Charlotte Bartholin-Eichel, som gennem sin mor nedstammer fra den mellemste Bendix Grodtschilling. Haslund er begravet på Assistens Kirkegård. |

## Gengivelser af Haslund
Malerier:
- Selvportræt 1908 (udstillingskomiteen, Charlottenborg)
- Maleri af Constantin Hansen 1873
- Afbildet på maleri af P.S. Krøyer, Musik i atelieret 1886 (Nasjonalgalleriet, Oslo), gentagelse 1887 (Den Hirschsprungske Samling)
- Maleri af August Jerndorff 1894 (Hirschsprung)
- Afbildet på maleri af Julius Paulsen 1902 (Thielska galleriet (sv), Stockholm), studie dertil
- Afbildet på Viggo Johansens maleri af Et Akademiraadsmøde 1904 (Statens Museum for Kunst)
- Afbildet på maleri af Max Nathan udstillet 1904
- Maleri af Frederik Lange 1910 (Frederiksborgmuseet), studie dertil
- Maleri af Marius Hammann udstillet 1917
- Malerier af Gerda Schrader og L. Brammer

Andet:
- Tegninger af Christian Blache 1863, af Pietro Krohn samme år (Det Kongelige Bibliotek), 1867, 1875, 1876 (efter denne litografi) og 1877, af Kristian Zahrtmann 1867 og 1875, af Albert Price 1869 (Frederiksborgmuseet) og af Sven Brasch 1908
- Træsnit af H.P. Hansen 1884
- Buste af Vilhelm Bissen udstillet 1898
- Buste af Misse Haslund
- Karikatur af Alfred Schmidt
- Fotografier

## Værker
- Studekøretøj på heden (udstillet 1867)
- Ærø Vesterstrand (1866, Den Hirschsprungske Samling)
- Parti fra Gudhjem (1868, Bornholms Kunstmuseum)
- En bornholmsk Løkke (1871, Bornholms Kunstmuseum)
- En gammel hvid hest (1870)
- Hjemvenden fra et marked (1871, Neuhausens Præmie)
- Køer på en mark (1872, Statens Museum for Kunst og Nationalmuseum, Stockholm)
- Torvet i Anticoli (1873, Randers Kunstmuseum)
- Romerske abbater, der ryger i smug (1875)
- To gamle, der holder søndag (1879, Ny Carlsberg Glyptotek)
- Køer i en granskov (1881, Neuhausens Præmie)
- Under juletræet (1883)
- En lille vogterpige (1884)
- Drenge på stranden (1885)
- Får ved stranden (1887, Randers Kunstmuseum)
- Koncert (1887, Eckersberg Medaillen, Statens Museum for Kunst)
- Sommerdag ved Horneby (1890, Statens Museum for Kunst)
- En time i strikning (1890, Statens Museum for Kunst)
- Spindende bondekone fra Refsnæs (1891, Fyns Kunstmuseum)
- I en præstegårdshave (1893, Aros)
- Fra det gamle Glyptotek (1893)
- Aftenlandskab (1894, Statens Museum for Kunst)
- Fra Elbodalen. Formiddag (1902, ARoS Aarhus Kunstmuseum)

### Portrætter
- Maleren Christian Blache (1872)[2]
- Ole Haslund (1878)[2]
- Martin Hammerich (1882)[2]
- Frk. Louise Lange (1882, Ny Carlsberg Glyptotek)
- Vilhelm Bissen (1885)[2]
- Barnehovede, "Tulle" (1888, ARoS Aarhus Kunstmuseum)
- Professor Valdemar Steenberg (1888, Sct. Hans Hospital)[2]
- Vilhelm Bissen (igen, 1889)[2]
- Dobbeltportræt af brødrene Vagn og Helge Jacobsen (1891, Carlsberg Museum)
- Portræt af maleren Janus la Cour (1892, Fyns Kunstmuseum)
- Barneportræt (Fuglsang Kunstmuseum)
- Kirurg Axel Iversen (1893 og 1894, Region Hovedstaden (?), tidligere Kommunehospitalet)[2]
- Bøje Benzon (1895)[2]
- Kronprins Frederik (VIII) (1896)[2]
- Professor Emil Christian Hansen (1897, Carlsberg Laboratorium og Frederiksborgmuseet)
- Professor Johan Kjeldahl (1898, Carlsberg Laboratorium)
- Godfred Christensen (1903, udstillingskommiteen, Charlottenborg)[2]
- Frk. Aagaard (1907, Statens Museum for Kunst)
- Selvportræt (1908, udstillingskommiteen, Charlottenborg)
- Gruppebillede af kongefamilien, bl.a. prins Aage (Amalienborg)[2]
- Brygger Carl Jacobsen[2]
- Kopi af maleri af Christian Colbiørnsen[2]
- Kopi af Hans Holbeins portræt af prinsesse Christine af Danmark (Frederiksborgmuseet)[3]

Efter 1900 en lang række portrætter, landskaber samt enkelte interiører med figurer

### Illustrationer
- Sammen med Pietro Krohn: Johan Krohn: Peters Jul, 1. udgave 1866; samme: Billedbog for Børn, 1870.
- Christian Winther: Billedbog for Store og Smaa, 1871.
- Adam Oehlenschläger: Morgenvandring, udg. af Foreningen Fremtiden, 1878.
- Christian Richardt: I Efteraarsstormen (som forannævnte).
- til digte af H.V. Kaalund og Christian Winther i Ude og Hjemme, 1879-83.
- til Christian Winther: Christen og Lene, udg. af Foreningen Fremtiden, 1888.

Enkelte værker er i Den Kongelige Kobberstiksamling
| - Tryk af Otto Haslund - Fra Tryggerød. 1863 gravering - Piletræer ved et vandløb, 1865 gravering - Landskab med ridende bondedreng, 1874 gravering - Figurer ved et bondehus, 1874 radering |

| - Andre værker af Otto Haslund - Fra Gudhjem på Bornholm, 1868 - En bornholmsk fold, 1871 - Portræt af Christian Zacho, 1872 - En hund med rødt halsbånd, 1873 - To gamle der holder søndag, 1879 - Sceneri med vogterdreng, hund og ko, 1882 - Ung pige der passer får, 1884 - To drenge og en hund i Dyrehaven, 1884 - Junidag. Motiv fra Hornbæk, 1886 - "Koncert". Haslunds børn og legekammerater afholder koncert, 1887 - Fattigfolk ude at samle grankogler til brændsel, 1889 - Strikkeundervisning, 1890 - Gårdparti med en ko i sollys, 1892 - Interiør med unge piger, 1902 - Udover markerne. Optrækkende tordenvejr, 1913 - Kystparti fra Hammershus på Bornholm Mellem 1860 og 1917 - Parti fra Hornbæk Plantage med udsigt over havet Mellem 1860 og 1917 - Aftenstemning ved stranden Mellem 1860 og 1917 |